# 横尾初喜
横尾 初喜（よこお はつき、1979年4月25日 - ）は、日本の映像作家、映画監督。長崎県佐世保市出身。株式会社UNITED PRODUCTIONS所属。血液型AB型。妻は女優の遠藤久美子。

## 来歴
長崎県生まれ。青雲高等学校、横浜国立大学卒業。
在学中より竹内芸能企画に参加。ウルフルズ、スピッツ、椎名林檎など有名なアーティストのMVを監督していた竹内鉄郎監督のもとで映像を学ぶ。
その後、映像制作会社数社を経て、2008年より独立。映像制作会社FOOLENLARGE（フーリンラージ）を設立、取締役に就任。
2017年、映画『ゆらり』で長編映画デビュー。
私生活では、監督補を務めた2015年公開の映画『田沼旅館の奇跡』の撮影を通じて出会い、同年12月の再会を機に交際していた女優の遠藤久美子と、2016年7月に結婚。
心の機微を描く作風が特徴であり、家族愛や人間愛をテーマにした作品を好む。

## 監督作品

### 映画
- ゆらり（2017年11月4日公開）- 出演：岡野真也、内山理名、鶴田真由
- こはく（2019年6月21日公開）- 出演：井浦新、大橋彰（アキラ100%）
- 達人 THE MASTER（2021年9月10日公開）[4] - 出演：大橋彰（アキラ100%）
- 大事なことほど小声でささやく（2022年10月21日公開）- 出演：後藤剛範、深水元基、遠藤久美子
- こん、こん。（2023年6月9日公開）- 出演：遠藤健慎、塩田みう
- おいしくて泣くとき（2025年4月4日公開予定）- 出演：長尾謙杜、當真あみ

### テレビドラマ
- チェリーナイツ (フジテレビ)（2011年）
- ロストデイズのひみつ (フジテレビ)（2014年）
- 原宿ドラゴン (TOKYO MX)（2015年）
- 果てしなき探偵 (テレビ西日本)（2017年）
- ぼくは麻理のなか (フジテレビ)（2017年）
- 御茶ノ水ロック (テレビ東京)（2018年）
- tourist ツーリスト 第3話 (WOWOW)（2018年）
- スキャンダル専門弁護士 QUEEN 2,4,6話 (フジテレビ)（2019年）
- 頭に来てもアホとは戦うな! 4,5,8話 (日本テレビ)（2019年）
- 世にも奇妙な物語 '19秋の特別編「ソロキャンプ」(フジテレビ)（2019年）
- 父と息子の地下アイドル (WOWOW)（2020年2月23日放送）
- 年に一度の再会を ※ スポットライト第一話 (TOKYO MX)（2020年7月7日放送）
- 悪魔とラブソング 全話 (hulu)（2021年6月配信）
- DORONJO (WOWOW)（2022年）
- 社畜OLちえ丸日記 (hulu)（2023年2月配信）
- 霧尾ファンクラブ (日本テレビ)（2025年）

### ミュージックビデオ
- GATAS LIVE「ガッタス流」(2011)
- SKE48 LIVE「地上波初!SKE48 ライブin Zepp Nagoya」(2011)
- FADE MV「CLOSE TO YOU」(2011)
- ヤナキク MV「魅惑の LADY」(2012)
- TEE MV「ハッピー☆ブギ」(2013)
- サザンオールスターズ MV「蛍」(2013)
- 坊坊主「励メタル」(2015)
- 堂島孝平「PERFECT LOVE」(2015)
- 興梠マリ「you & me」(2017)
- ハルカトミユキ「手紙」(2017)
- Novelbright「あなたを求めただけなのに」(2020)

### テレビ
- サザンオールスターズ復活特番「ピースとハイライト」（2013年8月3日、WOWOW）
- 情熱大陸「安藤忠雄」（2014年4月6日、TBS）- 演出